# Arnaldo Mir I di Pallars Jussà
Arnaldo Mir I di Pallars Jussà (in spagnolo Arnal Mir, in catalano Arnau Mir, in francese Arnaud Mir; inizio secolo XII – 1174 circa) fu Conte di Pallars Jussà dal 1126 alla sua morte.

## Origine
Secondo il capitolo n° XXXVI del libro XLVI della España sagrada. 46, De las santas iglesias de Lérida, Roda y Barbastro, Arnaldo Mir era il figlio primogenito del Conte di Pallars, Arnaldo Raimondo I e di Almodis di Cerdayna, figlia di Enrico di Cerdayna, figlio del Conte di Cerdanya e del Conflent, Raimondo di Cerdanya, come ci viene confermato dalle Gesta Comitum Barchinonensium.

Secondo il capitolo n° XXXVI del libro XLVI della España sagrada. 46, De las santas iglesias de Lérida, Roda y Barbastro, Arnaldo Raimondo I di Pallars Jussà era il figlio secondogenito del Conte di Pallars, Raimondo IV e di Valença de Tost, che era figlia di Arnau Mir de Tost, signore di Àger. e della moglie Arsenda (confermato dal testamento di Arsenda.

## Biografia
Suo padre, Arnaldo Raimondo I, morì verso il 1112, poco prima di suo fratello Pietro Raimondo I, col quale divideva il governo della contea, e dopo la morte di quest'ultimo, la contea passò ad un altro fratello, Bernardo Raimondo I.
Suo zio, Bernardo Raimondo I fu al seguito del conte di Barcellona, Gerona e Osona, Raimondo Berengario III di Barcellona, nelle sue campagne militari contro i Saraceni di Lleida, e si ritiene che morí a la battaglia di Corbins nel 1126. 

Arnaldo Mir succedette a Bernardo Raimondo I come Arnaldo Mir I.
Nel 1137 il nuovo re d'Aragona, Ramiro II il Monaco promise la figlia Petronilla in sposa al conte di Barcellona, Gerona e Osona, Raimondo Berengario IV; l'impegno matrimoniale fu firmato a Barbastro, l'11 agosto 1137, e, Arnaldo Mir era stato tra coloro che avevano preso parte ai negoziati.
Arnaldo Mir fu poi collaboratore di Raimondo Berengario IV, combattendo al suo seguito contro i Saraceni, e partecipando alla conquista di Lleida e probabilmente de Tortosa, ricevendo come premio il feudo di Fraga, subito dopo la conquista.
Arnaldo Mir seguì Raimondo Berengario IV, anche nella guerra che fece al re di Navarra, Sancho VI, durante la quale, nel 1154, fu fatto prigioniero.

Durante la prigionia, tutti i feudi di Arnaldo Mir furono consegnati a Raimondo, signore di Erill, che già governava Fraga, per conto di Arnaldo Mir. Quando Arnaldo Mir, liberato dalla prigionia, poté fare ritorno nei suoi domini, ebbe a lamentarsi di Raimondo che in sua assenza aveva commesso degli eccessi, e, nel 1164, in un giudizio ottenne ragione.
Anche dopo la morte di Raimondo Berengario IV (1162), Arnaldo Mir fu consigliere della regina Petronilla, e, nel 1164, fece parte del consiglio che approvò la decisione di Petronilla di cedere il regno d'Aragona al figlio, il conte di Barcellona, Alfonso II il Casto.
Vi sono due documenti il n° 39 ed il n° 156, datato 1170, del El Monestir de Santa Maria de Gerri (segles XI-XV) Collecció Diplomática, II (non consultati), inerenti a due donazioni fatte da Arnaldo Mir I, assieme al figlio primogenito, Raimondo.
Nel 1172, Arnaldo Mir I aveva associato il figlio, Raimondo, al governo della contea.
Arnaldo Mir I morì nel mese di ottobre 1174; gli succedette il figlio come Raimondo V, che dovette opporsi al testamento del padre redatto, nel 1157 e ratificato, nel 1171, in cui lasciava la contea all'Ordine Ospedaliero di San Giovanni di Gerusalemme, che avrebbe dovuto designare il successore di Raimondo V.

## Matrimoni e discendenza
Arnaldo Mir, verso il 1133, aveva sposato Stefania di Urgell, figlia del Conte di Urgell, Ermengol VI e della moglie, Arsenda de Cabrera, come ci viene confermato dalle Historia de los condes de Urgel, Tomo I, che poi ripudiò, verso il 1145.

Arnaldo Mir da Stefania di Urgell non ebbe figli.
Dopo il ripudio della prima moglie, verso la metà del secolo XII, Arnaldo Mir si sposò, in seconde nozze, con Ória o Aurea de Entença, figlia di Bernardo de Entença, signore di Alcolea de Cinca.

Arnaldo Mir da Ória o Aurea de Entença ebbe due figli:
- Raimondo († 1177), Conte di Pallars Jussà[16].
- Arnaldo

### Fonti primarie
- (LA) España sagrada. 46..
- (LA) Collecció diplomàtica de Sant Pere d´Àger fins 1198 (PDF) (archiviato dall'url originale il 5 marzo 2016)..
- (ES) Historia de los condes de Urgel, Tomo I..
- (LA) Rerum Gallicarum et Francicarum Scriptores, Tomus XII..

### Letteratura storiografica
- Rafael Altamira, La Spagna (1031-1248), in Storia del mondo medievale, vol. V, 1999, pp. 865–896
- (EN) The Development of Southern French and Catalan Society, 718-1050, su libro.uca.edu.